# Emília (Itália)
A Emília (em latim: Aemilia) é uma região histórica da Itália setentrional, cujo nome deriva de uma estrada romana, a Via Emilia. Atualmente, a Emília, juntamente com a Romanha, faz parte da região da Emília-Romanha.
Administrativamente, a Emília compreende as províncias de Placência, Parma, Reggio Emilia, Módena, Ferrara e de Bolonha (excluindo-se os municípios de Ímola, Dozza e o vale do rio Santerno.